# 1013 Tombecka
1013 Tombecka este un asteroid din centura principală, descoperit pe 17 ianuarie 1924, de Veniamin Jehovski.